# Pandro S. Berman
Pour les articles homonymes, voir Berman.

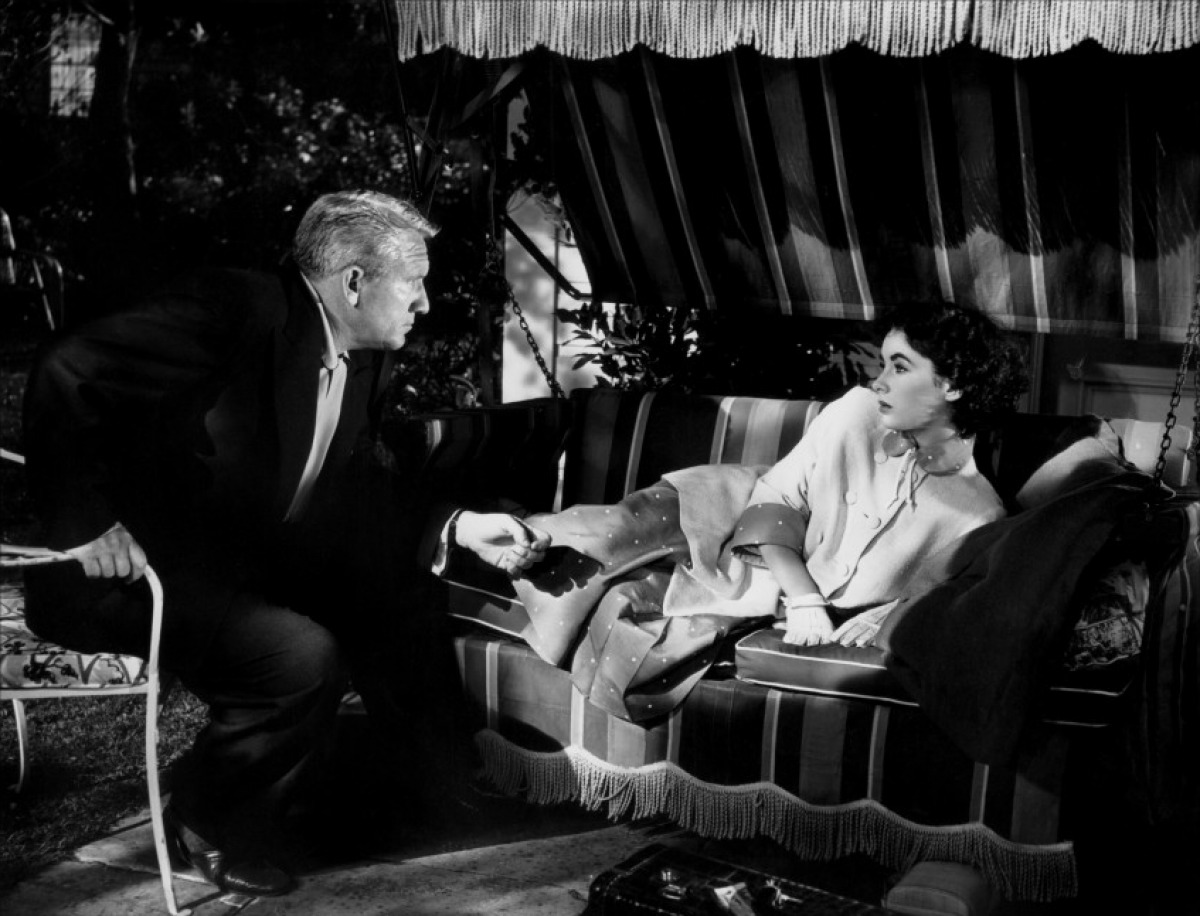
Spencer Tracy et Elizabeth Taylor, dans Le Père de la mariée (1950)

Pandro Samuel Berman (généralement crédité Pandro S. Berman) est un producteur de cinéma américain, né le 28 mars 1905 à Pittsburgh (Pennsylvanie), mort le 13 juillet 1996 à Beverly Hills (Californie).

## Biographie
Pandro S. Berman débute à la Universal Pictures (où son père Harry M. Berman est cadre de direction), comme assistant-réalisateur de 1923 à 1925 puis comme monteur en 1928-1929. Il intègre ensuite la RKO Pictures où il produit un premier film en 1931 puis, au long des années 1930, de nombreux autres bien connus, notamment les comédies musicales associant Fred Astaire à Ginger Rogers.
En 1940, Pandro S. Berman devient producteur pour la Metro-Goldwyn-Mayer (sur des réalisations de Richard Thorpe, Vincente Minnelli, Richard Brooks, entre autres) jusqu'en 1965. Enfin, il produit ses deux derniers films pour la Twentieth Century Fox, en 1969 et 1970.
Bien qu'ayant reçu plusieurs nominations aux Oscars, il n'en gagnera jamais, mais se verra néanmoins attribuer un Oscar spécial en 1977.
Il est le frère du monteur et producteur Henry Berman (1914-1979).

## Filmographie partielle

### Comme producteur
- 1931 : The Gay Diplomat (en) de Richard Boleslawski
- 1932 : L'Âme du ghetto (Symphony of Six Million) de Gregory La Cava
- 1933 : La Phalène d'argent (Christopher Strong) de Dorothy Arzner
- 1933 : La Chaîne d'argent (The Silver Cord) de John Cromwell
- 1933 : Gloire éphémère (Morning Glory) de Lowell Sherman
- 1933 : Ann Vickers de John Cromwell
- 1934 : Mademoiselle Hicks (Spitfire)
- 1934 : This Man Is Mine de John Cromwell
- 1934 : Stingaree de William A. Wellman
- 1934 : L'Emprise (Of Human Bondage) de John Cromwell
- 1934 : La Joyeuse Divorcée (The Gay Divorcee) de Mark Sandrich
- 1934 : Le Petit Ministre (The Little Minister) de Richard Wallace
- 1935 : L'Enfant de la forêt (Freckles) d'Edward Killy et William Hamilton
- 1935 : Roberta de William A. Seiter
- 1935 : L'Étoile de minuit (Star of Midnight) de Stephen Roberts
- 1935 : Cœurs brisés (Break of Hearts'') de Philip Moeller
- 1935 : Désirs secrets (Alice Adams) de George Stevens avec Fred MacMurray
- 1935 : Sylvia Scarlett de George Cukor
- 1936 : Le Danseur du dessus (Top Hat) de Mark Sandrich
- 1936 : Sur les ailes de la danse (Swing Time) de George Stevens
- 1936 : La Rebelle (A Woman Rebels) de Mark Sandrich
- 1936 : Marie Stuart (Mary of Scotland) de John Ford
- 1936 : En suivant la flotte (Follow the Fleet) de Mark Sandrich
- 1936 : Adieu Paris, bonjour New York (That Girl from Paris) de Leigh Jason
- 1937 : Pour un baiser (Quality Street) de George Stevens
- 1937 : L'Entreprenant Monsieur Petrov (Shall we dance) de Mark Sandrich
- 1937 : Pension d'artistes (Stage Door) de Gregory La Cava
- 1937 : Une demoiselle en détresse (A Damsell in Detress) de George Stevens
- 1938 : Vacances payées (Having Wonderful Time) d'Alfred Santell
- 1938 : Amanda (Carefree) de Mark Sandrich
- 1939 : Quasimodo (The Hunchback of Notre Dame) de William Dieterle
- 1939 : Boy Slaves de P. J. Wolfson
- 1939 : Gunga Din de George Stevens
- 1941 : Franc jeu (Honky Tonk) de Jack Conway
- 1941 : La Danseuse des Folies Ziegfeld (Ziegfeld Girl) de Robert Z. Leonard
- 1942 : Je te retrouverai (Somewhere til find you) de Wesley Ruggles
- 1943 : L'Amour travesti (Slightly dangerous), de Wesley Ruggles
- 1944 : Les Fils du dragon (Dragon Seed) de Jack Conway et Harold S. Bucquet
- 1944 : Âmes russes (Song of Russia) de Gregory Ratoff et László Benedek
- 1944 : Le mariage est une affaire privée (Mariage is a private affair), de Robert Z. Leonard
- 1944 : Le Grand National (National Velvet) de Clarence Brown
- 1945 : Le Portrait de Dorian Gray (The Picture of Dorian Gray) d'Albert Lewin
- 1946 : Lame de fond (Undercurrent) de Vincente Minnelli
- 1947 : Quand vient l'hiver (If Winter comes) de Victor Saville
- 1947 : Le Maître de la prairie (The Sea of Grass) d'Elia Kazan
- 1947 : Living in a Big Way de Gregory La Cava
- 1948 : Les Trois Mousquetaires (The Three Musketeers) de George Sidney
- 1949 : L'Île au complot (The Bribe) de Robert Z. Leonard
- 1949 : Madame Bovary de Vincente Minnelli
- 1949 : Corps et âme (The Doctor and the Girl) de Curtis Bernhardt
- 1950 : Le Père de la mariée (Father of the Bride) de Vincente Minnelli
- 1951 : Allons donc, papa ! (Father's Little Dividend) de Vincente Minnelli
- 1952 : Le Prisonnier d(All e Zenda (The Prisoner of Zenda) de Richard Thorpe
- 1952 : Ivanhoé (Ivanhoe) de Richard Thorpe
- 1953 : Le Cirque infernal (Battle Circus) de Richard Brooks
- 1953 : La Perle noire ^(All the Brothers were valiant) de Richard Thorpe
- 1953 : Les Chevaliers de la Table ronde (Knights of the Round Table) de Richard Thorpe
- 1955 : Graine de violence (Blackboard Jungle) de Richard Brooks
- 1956 : La Croisée des destins (Bhowani Junction) de George Cukor
- 1956 : Thé et Sympathie (Tea and Sympathy) de Vincente Minnelli
- 1957 : Le Carnaval des dieux (Something of Value) de Richard Brooks
- 1957 : Le Rock du bagne (Jailhouse Rock) de Richard Thorpe
- 1958 : Qu'est-ce que maman comprend à l'amour ? (The Reluctant Debutante) de Vincente Minnelli
- 1958 : Les Frères Karamazov (The Brothers Karamazov) de Richard Brooks
- 1960 : La Vénus au vison (Butterfield 8) de Daniel Mann
- 1962 : Doux oiseau de jeunesse (Sweet Bird of Youth) de Richard Brooks
- 1963 : Pas de lauriers pour les tueurs (The Prize) de Mark Robson
- 1965 : Un coin de ciel bleu (A Patch of Blue) de Guy Green
- 1969 : Justine de George Cukor
- 1970 : Move de Stuart Rosenberg

## Récompense
- 1977 : Oscar spécial pour sa contribution au cinéma ("Irvin G. Talberg Memorial Award").